# Hybomitra burgeri
Hybomitra burgeri är en tvåvingeart som beskrevs av Kapoor, Grewal och Sharma 1991. Hybomitra burgeri ingår i släktet Hybomitra och familjen bromsar.
Artens utbredningsområde är Punjab (Indien). Inga underarter finns listade i Catalogue of Life.